# Manège de Sant Petersburg

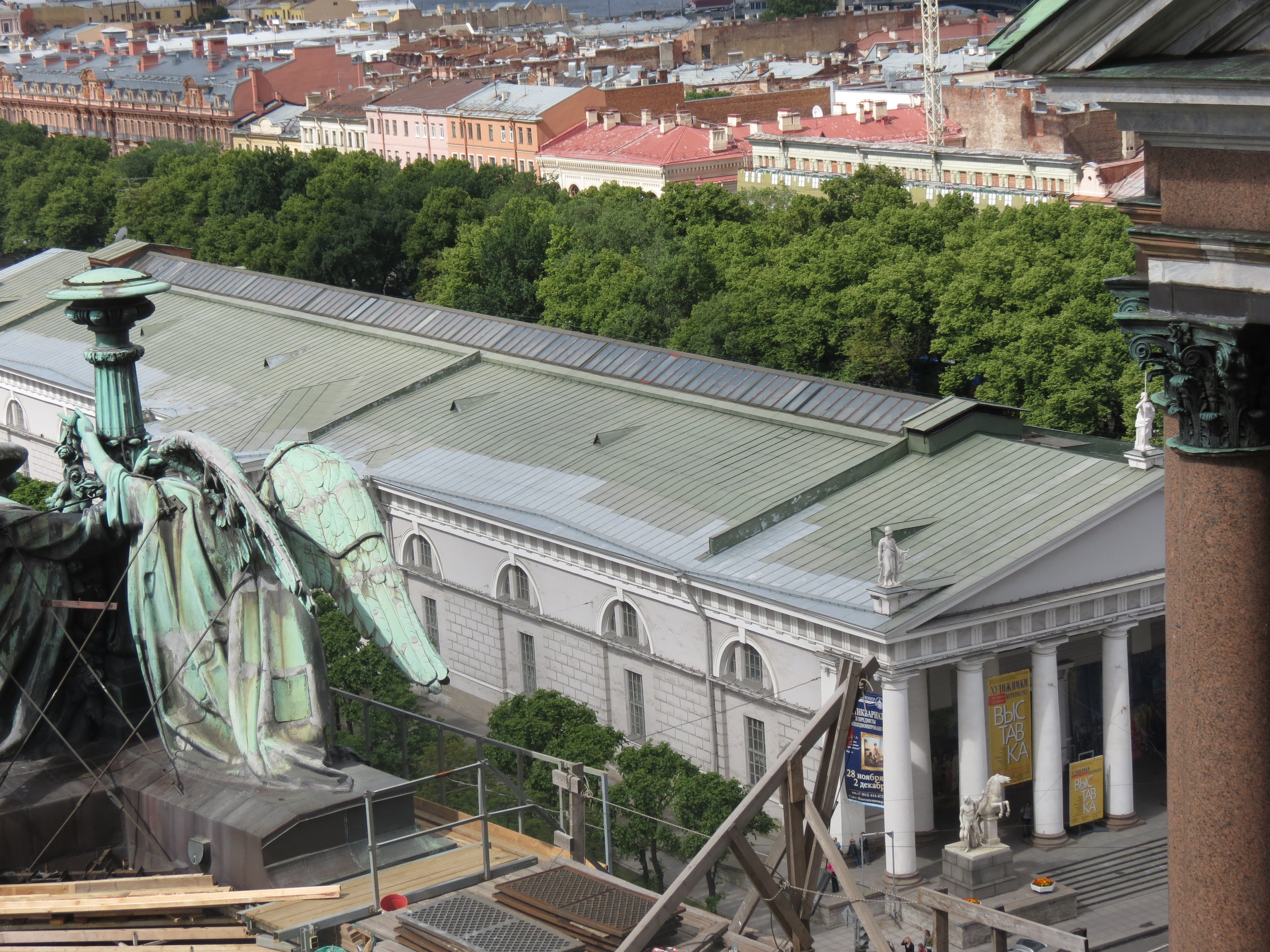
El Manège vist des de la catedral de Sant Isaac

El Manège de Sant Petersburg és una sala d'equitació de l'antiga Guàrdia Imperial situada davant de la plaça de Sant Isaac, a Sant Petersburg. Va ser construït entre 1804 i 1807 amb un auster disseny neoclàssic de Giacomo Quarenghi, una de les seves últimes obres. Va substituir un canal en desús que connectava l'Almirallat amb l'Arsenal naval. El bulevard de la Guàrdia a Cavall pren el seu nom de l'edifici.
El Manège és un bloc baix, rectangular, amb buits arquejats i llunetes. Segons la Guia Acompanyant «imita un temple atenès del segle v aC amb un pòrtic de vuit columnes dòriques que aguanten un frontó i uns baixos relleus». Les estàtues de marbre dels Dioscurs, dempeus al costat dels seus cavalls, van ser modelades per l'escultor Paolo Triscornia a partir de la Fontana dei Dioscuri de Roma.
Després de la Revolució Russa, l'acadèmia d'equitació va ser reconstruïda per albergar un garatge de la NKVD. El 1931 se li va afegir a l'edifici un segon pis. Des de la seva última reconstrucció (que data de finals de 1970), el Manège ha albergat la principal sala d'exposicions de la ciutat.